# Municipio de Fox (condado de Jasper)
El municipio de Fox (en inglés: Fox Township) es un municipio ubicado en el condado de Jasper en el estado estadounidense de Illinois. En el año 2010 tenía una población de 512 habitantes y una densidad poblacional de 4,84 personas por km².

## Geografía
El municipio de Fox se encuentra ubicado en las coordenadas 38°54′1″N 88°6′21″O / 38.90028, -88.10583. Según la Oficina del Censo de los Estados Unidos, el municipio tiene una superficie total de 105.88 km², de la cual 105,66 km² corresponden a tierra firme y (0,21 %) 0,22 km² es agua.

## Demografía
Según el censo de 2010, había 512 personas residiendo en el municipio de Fox. La densidad de población era de 4,84 hab./km². De los 512 habitantes, el municipio de Fox estaba compuesto por el 98,63 % blancos, el 0,2 % eran afroamericanos, el 0,2 % eran amerindios, el 0,59 % eran asiáticos y el 0,39 % eran de una mezcla de razas. Del total de la población el 0,59 % eran hispanos o latinos de cualquier raza.